# José Luis Peset
José Luis Peset Reig (Valencia, 1946), es un historiador de la ciencia y de la cultura, especialista en los siglos XVIII y XIX.

## Trayectoria
Médico e historiador, Peset se formó en las Universidades de Valencia y Salamanca, ciudad ésta donde se doctoró en 1971 con su trabajo La enseñanza de la Medicina en Salamanca durante el reinado de Carlos IV. Fue discípulo de Pedro Laín Entralgo y de Luis Granjel. Por otra parte realizó largas estancias en el extranjero, tanto en centros anglosajones como franceses, así en la Universidad de París VIII. 
Es Profesor de investigación del Consejo Superior de Investigaciones Científicas en Madrid. Ha dirigido la revista Asclepio, ha codirigido la revista Culture & History Digital Journaly es responsable de las publicaciones de historia de la ciencia de esta institución. 
Peset es un destacado historiador de la ciencia española. Sus trabajos, centrados en la Ilustración sobre todo, se adentran asimismo en el siglo XIX, y desbordan su dominio científico estricto, dado que su planteamiento es ampliamente cultural y no sólo, por ejemplo, médico. Ha publicado muy diversos escritos, colectivos o no, inicialmente en colaboración con su hermano Mariano Peset. Ha analizado la enseñanza superior española en la modernidad; ha estudiado la sanidad española (Muerte en España) y la ciencia hispanoamericana entre los siglos XVIII y XIX, así como a Lombroso un médico decimonónico (Lombroso y la escuela positivista italiana). Ha escrito otros textos de interpretación cultural: Ciencia y marginación, Las heridas de la ciencia, Genio y desorden, Las melancolías de Sancho y, fijándose en José de Cadalso, Melancolía e Ilustración.
Galardonado en 2014 con el Premio de investigación Julián Marías (Humanidades) de la Comunidad de Madrid  y el Premio Lluís Guarner 2015 de la Generalidad Valenciana al conjunto de su obra. En 2024 ha sido investido como académico honorífico de la Real Academia de Medicina de la Comunidad Valenciana.

## Obra
- El reformismo de Carlos III y la Universidad de Salamanca, Salamanca, 1969.
- Muerte en España, Seminarios y ediciones, 1972.
- Lombroso y la escuela positivista italiana, CSIC, 1975.
- La universidad española (siglos XVIII y XIX), Taurus, 1974.
- Gregorio Mayáns y la reforma universitaria, Valencia, 1975.
- Estudiantes de Alcalá, con Elena Hernández Sandoica, Ayuntamiento de Alcalá de Henares, 1983 ISBN 978-84-500-8790-1
- Ciencia y marginación, Crítica, 1983.
- Ciencia y libertad, CSIC, 1987, coordinador, ISBN 978-84-00-06636-9.
- Enfermedad y castigo, CSIC, 1984, coordinador, ISBN 978-84-00-05598-1
- Pasado presente y futuro de la Universidad española, Fundación Juan March, 1985 ISBN 978-84-7075-323-7.
- Carlos III y la ciencia de la Ilustración, Alianza, 1988. coordinador.
- Universidad, poder académico y cambio social, Madrid, Univ., 1990
- Ciencia, vida y espacio en Iberoamérica, CSIC, 1989, coordinador  ISBN 978-84-00-07000-7.
- Universidad, poder académico y cambio social: Alcalá, 1508-Madrid, 1874, con Elena Hernández Sandoica, Ministerio de Educación, 1990, ISBN 978-84-369-1872-4.
- Las heridas de la ciencia, Junta C. y L., 1993 ISBN 978-84-7846-228-5.
- Historia de España, de Menéndez Pidal, El siglo XVIII, Espasa, 1987, colaboración.
- Genio y desorden, cuatro ediciones, 1999, ISBN 978-84-921649-8-1.
- Historia de la ciencia y de la técnica en la Corona de Castilla, Junta C. y L., tomo IV, 2002, coordinador y redactor.
- Las melancolías de Sancho, Asociación Española de Neuropsiquiatría, 2010, ISBN 978-84-95287-55-7
- Melancolía e Ilustración. Diálogos cervantinos en torno a Cadalso, Abada, 2015, ISBN 978-84-16160-36-5